# Atmosfera Ziemi

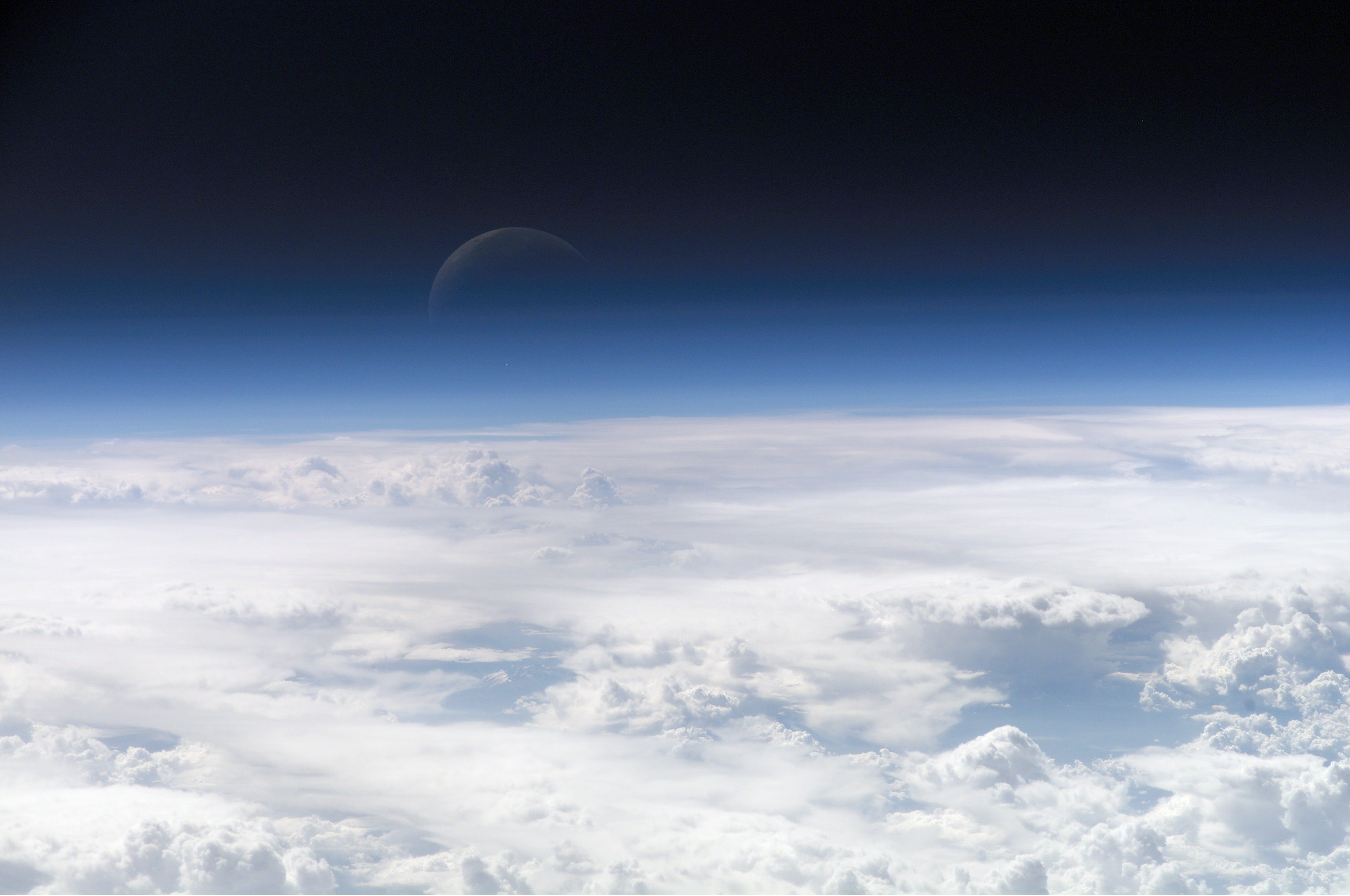
Górne warstwy atmosfery; w tle widoczny zdeformowany przez ugięcie światła Księżyc

Pionowy podział atmosfery z zachowaną skalą wysokości

Atmosfera Ziemi – powłoka gazowa otaczająca planetę Ziemię utrzymywana przy powierzchni przez grawitację planety. Podnosi temperaturę powierzchni Ziemi dzięki efektowi cieplarnianemu, zmniejsza różnice temperatur między stroną dzienną i nocną oraz letnią i zimową. Pozwala także na istnienie wody w stanie ciekłym, różnorodnego życia na Ziemi, dostarczając substancji niezbędnych do jego podtrzymania i chroniąc przed promieniowaniem ultrafioletowym.
W atmosferze zachodzą złożone procesy, określane zbiorczo jako zjawiska atmosferyczne. Należą do nich procesy związane z obiegiem wody, zjawiska optyczne i wyładowania atmosferyczne.
Masa atmosfery ziemskiej to około 5·1015 ton, czyli w przybliżeniu jedna milionowa masy planety.

## Skład

Skład powietrza

Atmosfera ziemska jest niejednorodną powłoką złożoną z mieszaniny gazów zwanej powietrzem. Głównymi składnikami suchego powietrza są: azot (78,084% objętości), tlen (20,946%), argon (0,934%), dwutlenek węgla (zawartość stale rosnąca, od śr. 0,0315% w 1959 r. do śr. 0,0415% w 2025 r.). Ważnym składnikiem jest również para wodna, nieuwzględniona w tym zestawieniu; jej zawartość przy powierzchni zwykle zmienia się w granicach 0,1–4%. Są to tak zwane składniki główne.
Atmosfera Ziemi zawiera także śladowe ilości gazów szlachetnych (hel, neon, krypton i ksenon), oraz metan, wodór, tlenek i podtlenek azotu, ozon (tzw. składniki drugorzędne) i związki siarki, a także (w znacznie mniejszych ilościach) m.in. radon, jod, amoniak i tzw. aerozole atmosferyczne (np. pyły gleb, mikroorganizmy oraz substancje powstające w wyniku działalności gospodarczej człowieka), w tym aerozole promieniotwórcze (z największą rolę cząstek o średnicach 0,05–0,035 μm).
Substancje, których stężenie jest zmienne w czasie i przestrzeni nazywamy domieszkami. Należą do nich np. ozon, siarkowodór, amoniak, metan, dwutlenek azotu, freony i inne węglowodory. Specjalną domieszką jest także woda. Występuje ona w atmosferze w trzech stanach skupienia – kropelek, kryształków lodu oraz pary wodnej.

## Pionowy podział atmosfery ziemskiej

Zależność temperatury atmosfery od wysokości

Zmiana temperatury w przekroju pionowym, zmiany składu chemicznego i stopnia jonizacji cząsteczek atmosfery są podstawą wydzielania warstw zwanych sferami. Mieszanie się powietrza powoduje, że nie można między nimi wyznaczyć wyraźnych liniowych granic. Granicami są cienkie strefy przejściowe zwane pauzami. Ustalono, że nazwa pauzy pochodzi od nazwy sfery leżącej poniżej.
Wyróżnia się następujące strefy:
- (przestrzeń kosmiczna)

Otwarta przestrzeń poza ziemską atmosferą. Charakteryzuje ją stan bardzo wysokiej próżni, nieosiągalnej nawet w większości laboratoriów. Z racji nieobecności jakiegokolwiek ośrodka nie mogą się rozchodzić w niej fale dźwiękowe. Wymiana ciepła odbywa się jedynie na drodze promieniowania. Znajdują się tutaj wysokoenergetyczne cząstki wiatru słonecznego oraz wypełnia ją promieniowanie pochodzące od Słońca oraz promieniowanie kosmiczne.
- jonosfera (85–2000 km)

Nazwa ta oznacza „strefę jonów” i jest wspólna dla termosfery i egzosfery, czyli dwóch najbardziej zewnętrznych warstw ziemskiej atmosfery. Nazwa ta wiąże się z obecnością praktycznie wyłącznie zjonizowanych cząstek gazów atmosferycznych, które są nieustannie wystawione na kontakt z promieniowaniem kosmicznym.
- - egzosfera (500–2000 km)

W tej strefie zaczynają zanikać ostatnie ślady obecności powietrza. Odległości pomiędzy cząsteczkami są tak duże, iż właściwie panuje tutaj bardzo wysoka próżnia.
- - termosfera (85–500 km)

W wybitnie rozrzedzonym powietrzu przestają rozchodzić się fale dźwiękowe. Zaczyna zmieniać się, stały dotąd, skład chemiczny atmosfery. Na wysokościach kilkuset kilometrów rozpędzone wysokoenergetyczne cząstki wiatru słonecznego zaczynają zderzać się z cząstkami gazów atmosferycznych, pobudzając je do świecenia i tworząc zjawisko zorzy polarnej. Z racji intensywnej ekspozycji tych warstw na promieniowanie kosmiczne i cząstki wysokoenergetyczne, następuje tutaj gwałtowny wzrost temperatury. Jednak twierdzenia, iż jest tam „piekielnie” gorąco są mylne, gdyż w przypadku tak rozrzedzonego gazu trudno mówić w ogóle o jakiejkolwiek wymianie ciepła. Temperaturę należy jedynie traktować dla uzmysłowienia średniej energii kinetycznej cząstek, natomiast nie spodziewać się jakichkolwiek efektów cieplnych.
Na wysokości 100 km n.p.m. przebiega umowna granica kosmosu, wyznaczona przebiegającą tam tzw. linią Kármána.
- mezosfera (50–85 km)

Następuje tutaj wyraźny spadek temperatury od 0 do –70 °C. Dzienne niebo zmienia kolor z błękitnego na granatowoczarny, pojawiają się na nim gwiazdy. Obserwator znajdujący się na wysokości mezosfery widzi już w dole błękitną wstążkę atmosfery, nad którą rozciąga się czerń kosmosu. Ciśnienie atmosferyczne i gęstość powietrza spadają do śladowych wartości. Skład chemiczny atmosfery pozostaje jednak cały czas stały. Większość cząstek gazów atmosferycznych jest w stanie zjonizowanym, co sprawia, iż powietrze staje się odtąd bardzo dobrym przewodnikiem prądu elektrycznego.
Niekiedy obserwowane są, szczególnie w dużych szerokościach geograficznych tzw. obłoki srebrzyste, zwane też polarnymi chmurami mezosferycznymi. Tworzy je zapewne kondensacja pary wodnej wokół ziaren pyłu kosmicznego.
- stratosfera (12–50 km)

Wraz ze wzrostem wysokości powietrze się dalej rozrzedza, a jego ciśnienie maleje. Na wysokości około 19,2 km ciśnienie atmosferyczne, 47 torów (około 63 hPa), zrównuje się z ciśnieniem nasyconej pary wodnej w temperaturze 37 °C, co powoduje wydzielanie się gazów w postaci pęcherzyków z płynów ustrojowych, czyli ich wrzenie. Piloci latający na takich wysokościach muszą nosić skafander ciśnieniowy.
Temperatura powietrza zaczyna tutaj wzrastać, gdyż powietrze na tej wysokości intensywnie pochłania promieniowanie ultrafioletowe Słońca. Związane jest z tym jonizowanie tlenu i tworzenie cząsteczek ozonu, którego najwięcej znajduje się na wysokości 15–40 km w tzw. warstwie ozonowej. Pionowe ruchy powietrza w tej strefie nie występują, natomiast wieją tutaj bardzo szybkie prądy strumieniowe – poziome wiatry o globalnym zasięgu, odpowiedzialne za przemieszczanie układów barycznych. Pary wodnej praktycznie w stratosferze już nie ma, jednak niekiedy, szczególnie na dalekiej północy, z niewielkiej ilości pary na wysokości około 30 km powstają z kryształków lodu obłoki perłowe, które mienią się kolorami tęczy.
- troposfera (do około 12 km)

Strefa leżąca nad powierzchnią Ziemi, najcieńsza, ale też najgęstsza z wszystkich warstw, skupiająca ponad połowę masy powietrza atmosferycznego. Jej wysokość uzależniona jest od maksymalnej wysokości, do jakiej dociera konwekcja, a więc nad zimnymi biegunami kończy się ona już na wysokości 8 km, natomiast nad równikiem sięga nawet 18 km.
Ciśnienie atmosferyczne i gęstość powietrza spadają tutaj wraz ze wzrostem wysokości najszybciej. Na wysokości około 11 km panuje temperatura –50 °C, podczas gdy przy powierzchni średnio 15 °C. Na poziomie morza średnie ciśnienie wynosi 1013,27 hPa, a gęstość powietrza ok. 1,225 kg/m³ (atmosfera wzorcowa). Poniżej 5 km n.p.m. znajduje się 50% masy całego atmosferycznego powietrza.
W troposferze zachodzą wszystkie zjawiska pogodowe oraz cały obieg wody w przyrodzie. Występuje w niej para wodna, która skraplając się tworzy chmury. Charakterystyczną cechą tej warstwy są pionowe ruchy powietrza związane z konwekcją. Najwyższe chmury typu cirrus złożone z kryształków lodu sięgają wysokości 7–13 km. Niekiedy jednak zdarza się, że intensywnie rozbudowana w pionie burzowa chmura Cumulonimbus sięgnie 15 km lub nawet wyżej, aż do granicy ze stratosferą.
Warunki w troposferze, takie jak odpowiedni skład chemiczny oraz duże ciśnienie i gęstość powietrza, dostatecznie wysoka temperatura i niemożliwość dotarcia zabójczego promieniowania jonizującego z kosmosu stwarza doskonałe warunki do rozwoju życia.

## Znaczenie atmosfery dla życia na Ziemi

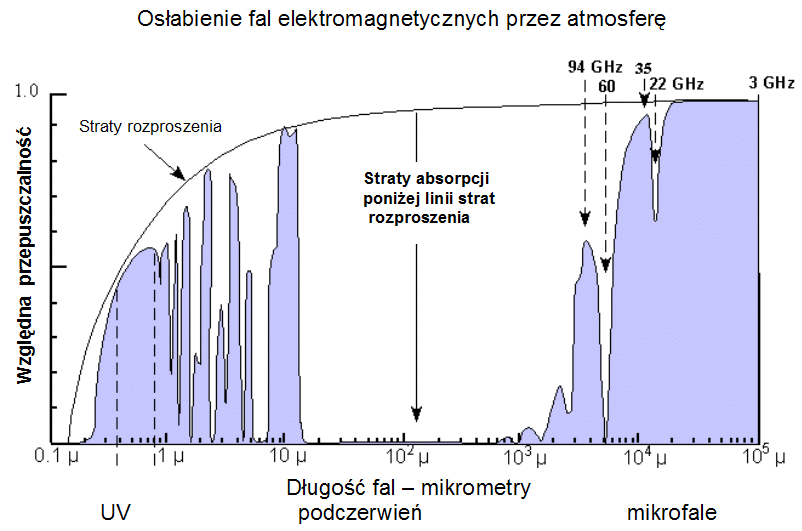
Ilość dochodzącego promieniowania na Ziemi w stosunku do promieniowania przychodzącego na szczycie atmosfery (transmisja) dla różnych długości fal widma elektromagnetycznego

Obecność atmosfery i jej skład mają istotny wpływ na życie na Ziemi. Atmosfera chroni organizmy żywe Ziemi przed częścią wysokoenergetycznego promieniowania elektromagnetycznego i cząstkami promieniowania kosmicznego.

## Zmiany w atmosferze Ziemi

Stężenie tlenu w atmosferze ziemskiej w ciągu minionych milionów lat (przerywana czerwona linia – stężenie dzisiejsze)

Skład atmosfery ziemskiej ulegał w przeszłości istotnym zmianom. Początkowo ziemska atmosfera składała się z najlżejszych frakcji pierwotnej materii Układu Słonecznego – wodoru i helu. Jednak stosunkowo szybko (w skali geologicznej) ta pierwotna atmosfera uległa rozproszeniu na skutek gwałtownych procesów geologicznych, zderzeń z planetoidami i oddziaływania z wiatrem słonecznym. W jej miejsce pojawiły się gazy uwalniane z głębi uformowanej już skorupy ziemskiej: dwutlenek węgla, para wodna, amoniak i pewna ilość azotu.
3–4 miliardy lat temu pojawiły się na Ziemi pierwsze bakterie. Ich gwałtowny rozwój oraz późniejszy rozwój innych organizmów, spowodował pojawienie się w atmosferze tlenu. Ilość tlenu stopniowo wzrastała na skutek zachodzącej w tych organizmach fotosyntezy, w której węgiel z dwutlenku węgla jest włączany do glukozy, zaś tlen jest wydalany. Zatem malała ilość CO2, natomiast wzrastała ilość O2 i azotu, który był uwalniany przez bakterie z amoniaku.
Istnieją przesłanki, aby sądzić, że działalność człowieka, poczynając od czasów rozwoju rolnictwa – zamiany lasów w pola uprawne i rozwoju hodowli zwierząt, spowodowała odwrócenie się tendencji i ponowny stopniowy wzrost ilości dwutlenku węgla i metanu w atmosferze. W dobie rewolucji przemysłowej i dalszego industrialnego rozwoju cywilizacji ludzkiej procesy te uległy gwałtownemu przyspieszeniu.